# شیکوکو

جزیره شیکوکو در نقشهٔ ژاپن.

شیکوکو (Shikoku / 四国) یکی از چهار جزیرهٔ اصلی کشور ژاپن و کوچک‌ترین و کم‌جمعیت‌ترین در بین این چهار جزیرهٔ اصلی است.
شیکوکو با مساحت ۱۸۸۰۰ کیلومتر مربع (تقریباً ۲۲۵ کیلومتر طول و ۵۰ تا ۱۵۰ کیلومتر عرض) و ۳٫۸ میلیون نفر جمعیت، پس از هونشو، هوکایدو و کیوشو کوچکترین جزیره در میان جزایر اصلی ژاپن است، اما بسیار بزرگتر از اوکیناوا است. اوکیناوا مجموعه‌ای از جزایر است که گاه به عنوان پنجمین «جزیره» بزرگ ژاپن دسته‌بندی می‌شوند.
نام شیکوکو در ژاپنی به معنی «چهار ولایت» است (قابل مقایسه با چهارمحال در ایران) که به چهار استان قدیمی این جزیره یعنی آوا، توسا، سانوکی و ایو اشاره دارد.
بیشتر چشم‌انداز جزیره کوهستانی است و جمعیت در مناطق شهری در دشت‌های باریک در امتداد ساحل متمرکز شده‌است. شهرهای مهم و مراکز صنعتی ماتسویاما، تاکاماتسو، کوچی و توکوشیما هستند. شیکوکو توسط سه پل چنددهانه‌ایِ ساخته شده در اواخر قرن بیستم به هونشو متصل می‌شود: پل اوناروتو در شرق (از طریق جزیره آواجی و پل تنگه آکاشی)، پل بزرگ ستو در منطقه شمال شرقی-مرکزی، و پل تنگه کوروشیما در بخش شمال غربی - مرکزی.

## جغرافیا
شیکوکو بین دریای داخلی ستو و اقیانوس آرام، در جنوب هونشو و شمال شرقی کیوشو قرار دارد. بخش بزرگی از جزیره شیکوکو ناهموار، کوهستانی و کم‌جمعیت است.
این جزیره از نظر اداری به چهار استان تقسیم می‌شود: اِهیمه، کاگاوا، کوچی و توکوشیما. مرکز این استان‌ها به ترتیب ماتسویاما، تاکاماتسو، کوچی و توکوشیما است.
بلندترین قله آن کوه ایشیزوچی (۱۹۸۲ متر) در جنوب شهر سایجو واقع شده‌است.
شیکوکو برخلاف سه جزیره اصلی دیگر ژاپن، هیچ آتشفشانی ندارد. رودخانه‌های اصلی آن عبارتند از شیمانتو به طول ۱۹۶ کیلومتر است که بیشتر از شمال به جنوب جریان دارد و به شهر ناکامورا در ساحل جنوبی می‌رسد؛ و یوشینو به طول ۱۹۴ کیلومتر که از غرب به شرق می‌گذرد تا به شهر توکوشیما می‌رسد.

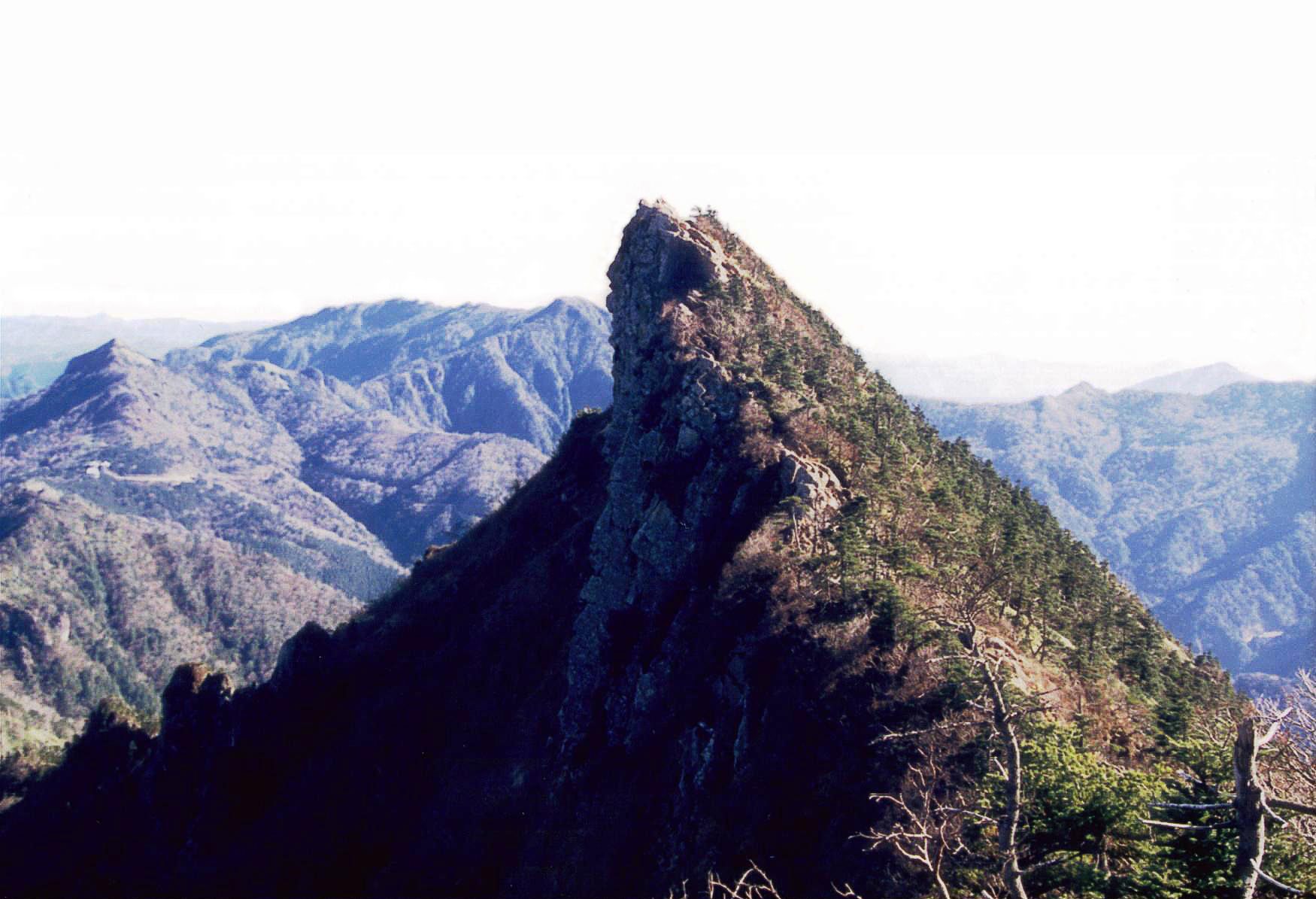
کوه ایشیزوچی، بلندترین قله شیکوکو
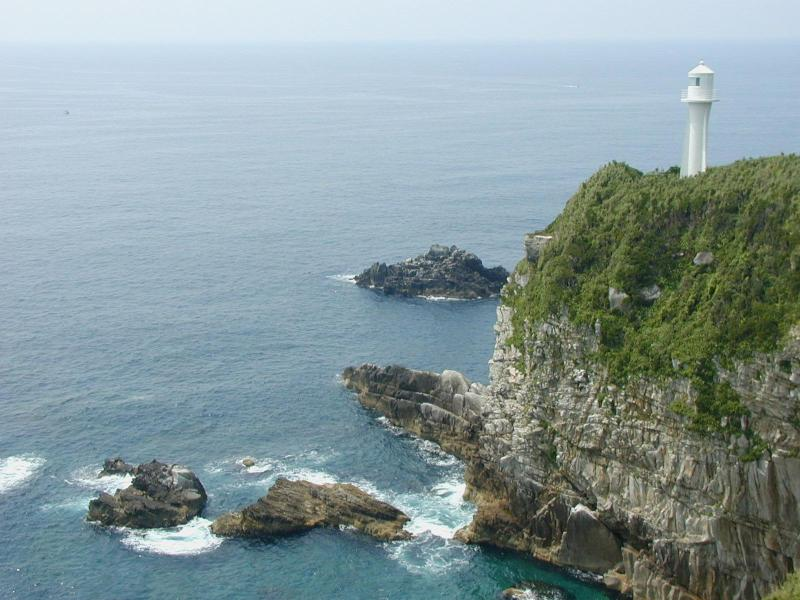
دماغه آشیزوری جنوبی‌ترین نقطه شیکوکو است.
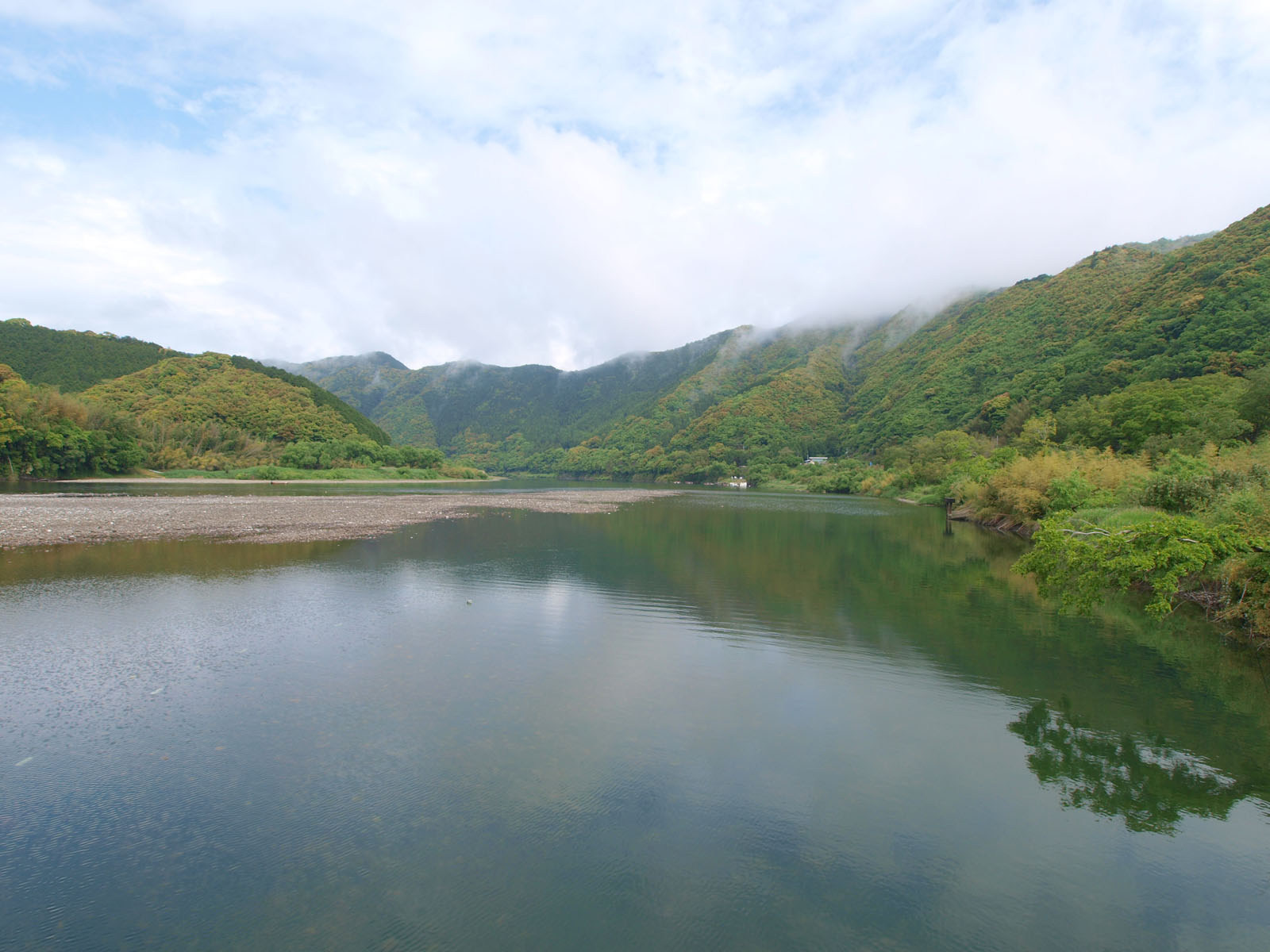
رود شیمانتو

## اقتصاد
کشاورزی در شمال شیکوکو رایج‌تر است. برنج، جو، گندم و نارنگی از جمله محصولات عمده هستند. ماهیگیری به خوبی توسعه یافته‌است و نمک از تبخیر آب دریا تولید می‌شود. صنایع شیکوکو نفت، فلزات غیر آهنی، منسوجات، خمیر چوب و کاغذ تولید می‌کنند.

## گردشگری

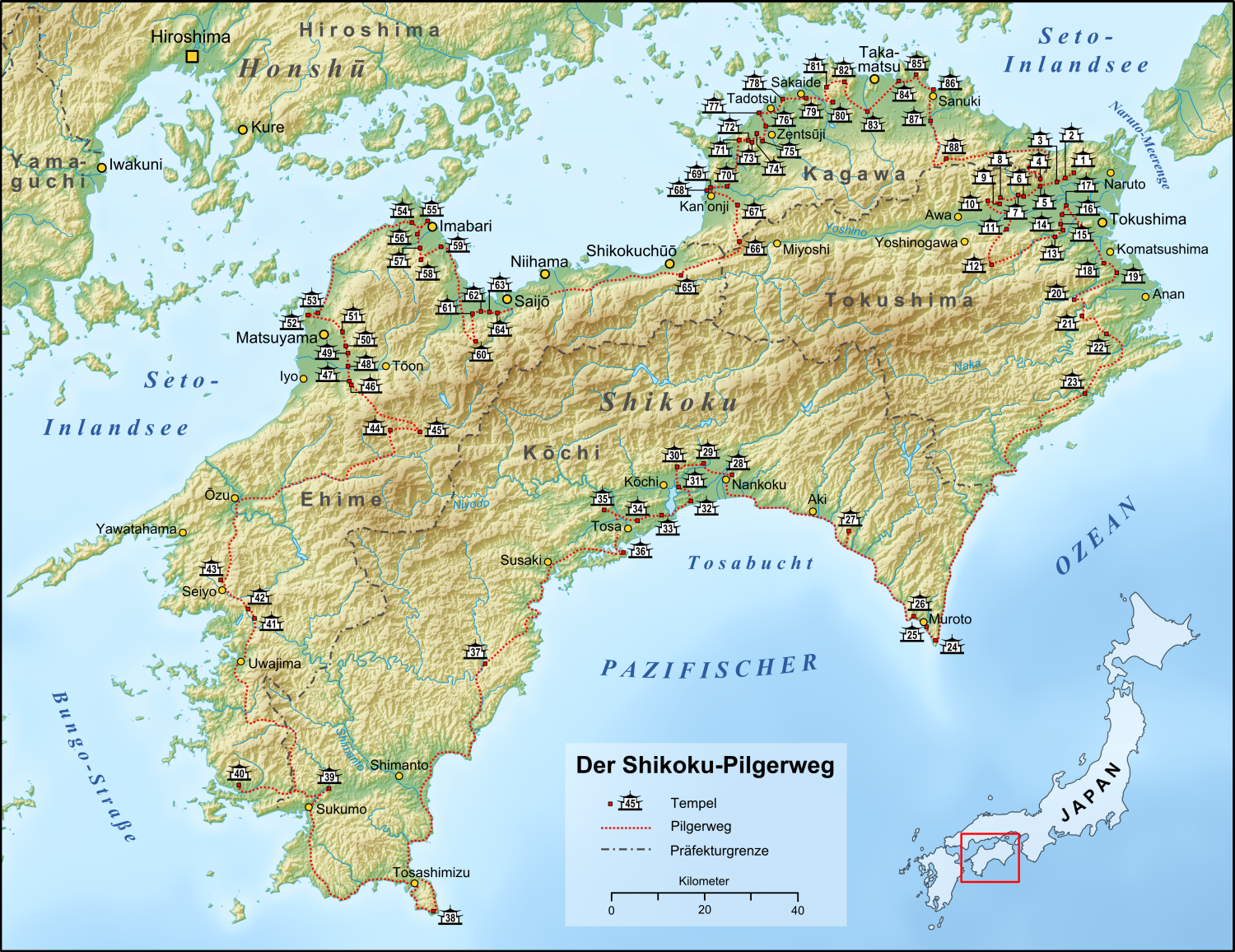
مسیر زیارتی شیکوکو و ۸۸ معبد آن.

در میان بازدیدکنندگان از این جزیره، شیکوکو بیشتر به خاطر وجود یک مسیر زیارتی تقریباً ۱۲۰۰ کیلومتری معروف است که دورتادور جزیره را می‌پیماید. این مسیر که به نام «شیکوکو هنرو» معروف است ۸۸ معبد را به هم متصل می‌کند. این معابد مکان‌هایی هستند که راهب بزرگ بودایی کوکای (که پس از مرگ به نام کوبو دایشی شناخته می‌شود) در قرن ۹ در آن‌ها به‌سر می‌بُرد. امروزه این مسیر بیشتر در امتداد جاده‌ها قرار گرفته و تنها شمار بسیار کمی از زائران آن را پیاده می‌روند. بیشتر زائران از ترکیبی از قطار، خودرو، اتوبوس و (گاهی) دوچرخه استفاده می‌کنند.
دیدنی‌های دیگر شیکوکو عبارتند از قلعه‌های به خوبی حفظ شده، نیایشگاه‌های شینتو، تئاترهای قدیمی کابوکی، محله‌های تاریخی با خانه‌های بازرگانان و سامورایی‌های متعلق به دوره‌های ادو (۱۶۰۳–۱۸۶۷) و میجی (۱۸۶۸–۱۹۱۲).
استان توکوشیما در شیکوکو همچنین سالانه جشنواره رقص آوا را در ماه اوت در زمان جشنواره ابناجرا می‌کند که هر ساله هزاران گردشگر را از سراسر ژاپن و خارج از کشور جذب می‌کند. استان کوچی نیز میزبان جشنواره سالانه یوساکوی است.

## غذا

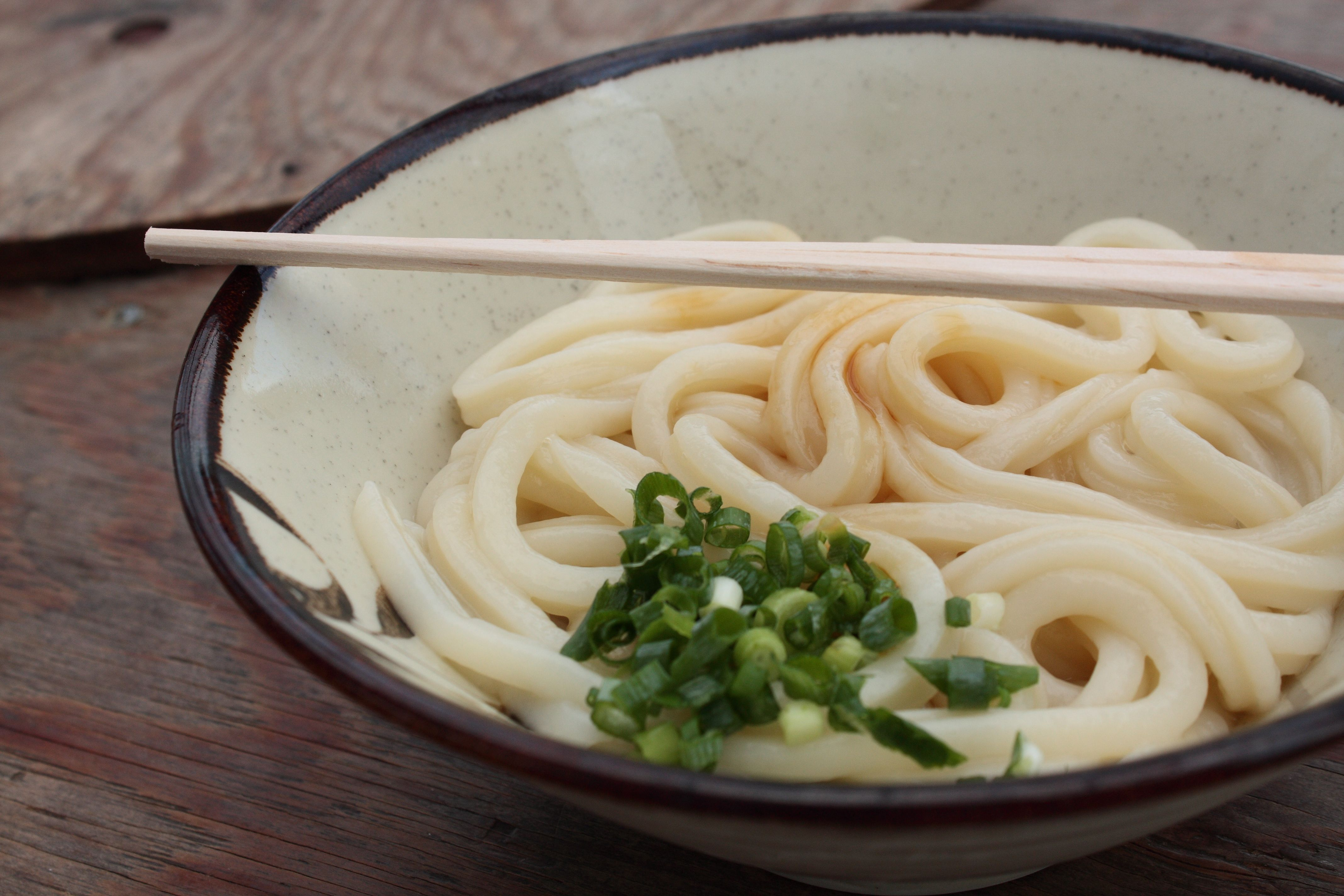
سانوکی اودون.

یکی از غذاهای اصلی شیکوکو اودون است. اودون اغلب به صورت گرم به عنوان سوپ رشته فرنگی در ساده‌ترین شکل آن، به عنوان کاکه اودون، در آبگوشتی با طعم ملایم به نام کاکه‌جیرو سرو می‌شود که از داشی، سس سویا (شویو) و میرین تهیه می‌شود. معمولاً روی آن را با پیازچه‌های نازک خرد شده می‌پوشانند. 
سایر چاشنی‌های متداول عبارتند از تمپورا، اغلب با شاه‌میگو یا کاکیاگه (نوعی سرخ کردنی مخلوط تمپورا)، یا آبوراآگه، نوعی از قطعات توفوی سرخ شده با شکر، میرین و سس سویا. یک تکه نازک کالباس ماهی یا یک کیک هلالی‌شکل ماهی اغلب به آن اضافه می‌شود. شیچیمی (ادویه فلفل هفت‌رنگ) را نیز می‌توان به آن اضافه کرد. یکی دیگر از غذاهای خاص کوچی، لذیذماهی سرخ شده‌است. 
آب و هوای گرم شیکوکو به کشت مرکبات کمک می‌کند. در نتیجه، یوزو، میکان و سایر مرکبات در شیکوکو به وفور یافت می‌شوند و مترادف با مناطقی شده‌اند که در آنها رشد می‌کنند.